# بیوک آنکلیو

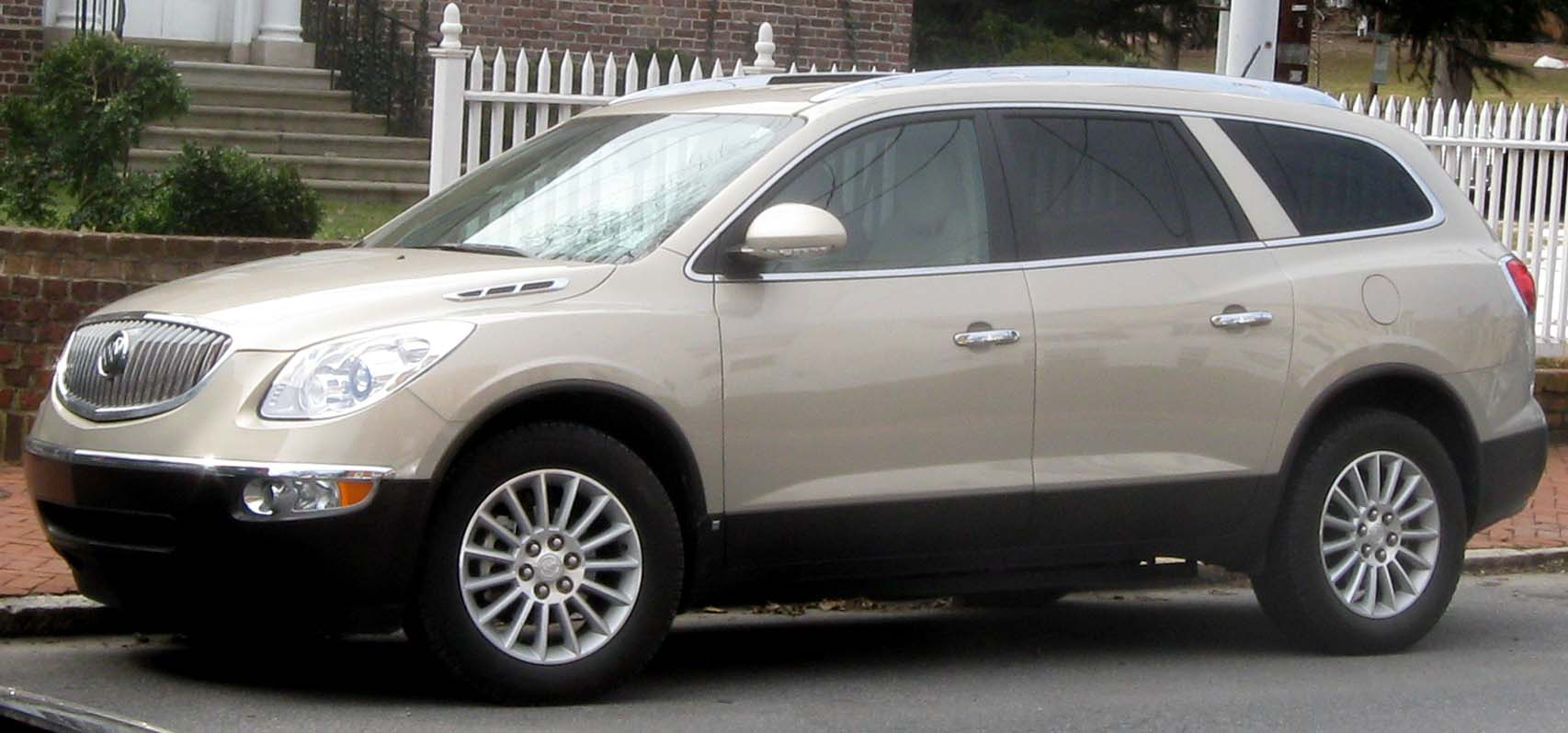

بیوک آنکلیو (به انگلیسی: Buick Enclave) یکی از مدل‌های خودروی برند آمریکایی بیوک است.